# トムス・エンタテインメントの作品一覧
トムス・エンタテインメントの作品一覧（トムス・エンタテインメントのさくひんいちらん）では、株式会社トムス・エンタテインメントが制作・プロデュースした作品を列挙する。
1. 株式会社東京ムービー（1964年 - 1993年2月）
2. 株式会社東京ムービー新社（1976年6月8日 - 1995年10月31日）
3. 株式会社キョクイチ 東京支店 東京ムービー事業本部（1995年11月1日 - 1999年12月31日、クレジット表記は「キョクイチ東京ムービー」）
4. 株式会社トムス・エンタテインメント（2000年1月1日 - 現在。2011年12月23日までは一部の作品のクレジット表記に「東京ムービー」が残っていた）

なお、社名変更以前の作品は、CS放送での再放送等でクレジットを現社名の「製作・著作 トムス・エンタテインメント」に差し替えることが多い。また、一部の作品ではオープニング・エンディングに「アニメーション制作 東京ムービー」とクレジットされる。

## テレビアニメ
太字はアニメーション制作以外の担当作品。

### テレビシリーズ

#### 1960年代・1970年代
| 開始年 | 放送期間          | タイトル                     | 制作スタジオ                 | 備考                                      |
| ------ | ----------------- | ---------------------------- | ---------------------------- | ----------------------------------------- |
| 1964年 | 8月 - 1965年9月   | ビッグX                      | 東京ムービー                 |                                           |
| 1965年 | 8月 - 1967年6月   | オバケのQ太郎                | Aプロダクション              | 製作:東京ムービー                         |
| 1967年 | 4月 - 1968年4月   | パーマン                     | Aプロダクション              | 製作:東京ムービー、スタジオ・ゼロ         |
| 1967年 | 7月 - 1968年12月  | コメットさん                 | Aプロダクション              | アニメパート制作                          |
| 1968年 | 3月 - 1971年9月   | 巨人の星                     | Aプロダクション              | 製作:東京ムービー                         |
| 1968年 | 4月 - 1969年3月   | 怪物くん                     | Aプロダクション              | 製作:東京ムービー、スタジオ・ゼロ         |
| 1969年 | 4月 - 9月         | ウメ星デンカ                 | Aプロダクション              | 製作:東京ムービー、スタジオ・ゼロ         |
| 1969年 | 4月 - 9月         | 六法やぶれクン               | 東京ムービー                 |                                           |
| 1969年 | 10月 - 1970年12月 | ムーミン                     | Aプロダクション              | 第26話まで、製作:東京ムービー             |
| 1969年 | 12月 - 1971年11月 | アタックNo.1                 | Aプロダクション              | 製作:東京ムービー                         |
| 1971年 | 2月 - 3月         | 珍豪ムチャ兵衛               | Aプロダクション              | 製作:東京ムービー                         |
| 1971年 | 9月 - 1972年6月   | 天才バカボン                 | Aプロダクション              | 製作:東京ムービー                         |
| 1971年 | 9月 - 1972年12月  | 新オバケのQ太郎              | Aプロダクション              | 製作:東京ムービー                         |
| 1971年 | 10月 - 1972年3月  | ルパン三世（TV第1シリーズ）' | Aプロダクション              | 製作:東京ムービー                         |
| 1972年 | 4月 - 1973年3月   | 赤胴鈴之助                   | Aプロダクション              | 製作:東京ムービー                         |
| 1972年 | 10月 - 1974年9月  | ど根性ガエル                 | Aプロダクション              | 製作:東京ムービー                         |
| 1973年 | 3月 - 9月         | ジャングル黒べえ             | Aプロダクション              | 製作:東京ムービー                         |
| 1973年 | 4月 - 1974年3月   | 荒野の少年イサム             | Aプロダクション              | 製作:東京ムービー                         |
| 1973年 | 10月 - 1974年3月  | エースをねらえ!              | Aプロダクション              | 製作:東京ムービー                         |
| 1973年 | 10月 - 1974年9月  | 空手バカ一代                 | Aプロダクション              | 製作:東京ムービー                         |
| 1973年 | 10月 - 1974年9月  | 侍ジャイアンツ               | Aプロダクション              | 製作:東京ムービー                         |
| 1974年 | 4月 - 9月         | 柔道讃歌                     | Aプロダクション              | 製作:東京ムービー                         |
| 1974年 | 10月 - 1976年3月  | はじめ人間ギャートルズ       | Aプロダクション              | 製作:東京ムービー                         |
| 1975年 | 4月 - 9月         | ガンバの冒険                 | Aプロダクション              | 製作:東京ムービー                         |
| 1975年 | 10月 - 1977年9月  | 元祖天才バカボン             | Aプロダクション 東京ムービー |                                           |
| 1976年 | 10月 - 1977年3月  | 花の係長                     | 東京ムービー                 |                                           |
| 1977年 | 4月 - 8月         | 氷河戦士ガイスラッガー       | 東京ムービー                 | 製作:東映、共同制作:オカスタジオ          |
| 1977年 | 10月 - 1978年9月  | 新・巨人の星                 | 東京ムービー                 |                                           |
| 1977年 | 10月 - 1978年10月 | 家なき子                     | 東京ムービー                 | 共同制作:マッドハウス                     |
| 1977年 | 10月 - 1980年10月 | ルパン三世 (TV第2シリーズ)   | 東京ムービー                 | 共同制作:テレコム・アニメーションフィルム |
| 1978年 | 10月 - 1979年3月  | 新・エースをねらえ!          | 東京ムービー                 | 製作:東京ムービー新社                     |
| 1978年 | 10月 - 1979年4月  | 宝島                         | 東京ムービー                 | 共同制作:マッドハウス                     |
| 1979年 | 4月 - 9月         | 新・巨人の星II               | 東京ムービー                 |                                           |
| 1979年 | 10月 - 1980年9月  | ベルサイユのばら             | 東京ムービー                 | 製作:東京ムービー新社                     |

#### 1980年代・1990年代
| 開始年 | 放送期間          | タイトル                               | 制作スタジオ           | 監督                                             | アニメーション プロデューサー | 備考                                            |
| ------ | ----------------- | -------------------------------------- | ---------------------- | ------------------------------------------------ | ----------------------------- | ----------------------------------------------- |
| 1980年 | 4月 - 9月         | ムーの白鯨                             | 東京ムービー           | 今沢哲男                                         | 赤川茂                        |                                                 |
| 1980年 | 10月 - 1981年8月  | あしたのジョー2                        | 東京ムービー           | 竹内啓雄 大賀俊二 西久保瑞穂                     | 加藤俊三                      | 製作:東京ムービー新社                           |
| 1980年 | 10月 - 1981年9月  | 太陽の使者 鉄人28号                    | 東京ムービー           | 今沢哲男                                         | 赤川茂                        | 製作:東京ムービー新社                           |
| 1981年 | 3月 - 1982年5月   | おはよう!スパンク                      | 東京ムービー           | 吉田しげつぐ                                     | 仙石鎮彦                      | 製作:東京ムービー新社                           |
| 1981年 | 9月 - 1982年3月   | 新・ど根性ガエル                       | 東京ムービー           | 芝山努                                           | 加藤俊三                      | 製作:東京ムービー新社                           |
| 1981年 | 10月 - 1982年12月 | 六神合体ゴッドマーズ                   | 東京ムービー           | 今沢哲男                                         | 赤川茂                        | 製作:東京ムービー新社                           |
| 1981年 | 10月 - 1983年3月  | じゃりン子チエ                         | 東京ムービー           | 高畑勲                                           | 仙石鎮彦                      | 製作:東京ムービー新社                           |
| 1982年 | 6月 - 1983年4月   | とんでモン・ペ                         | 東京ムービー           | 吉田しげつぐ                                     | 加藤俊三                      | 製作:東京ムービー新社                           |
| 1982年 | 10月 - 12月       | 忍者マン一平                           | 東京ムービー           | 高屋敷英夫                                       | 向坪利次                      | 製作:東京ムービー新社                           |
| 1982年 | 10月 - 1983年5月  | スペースコブラ                         | 東京ムービー           | 出崎統 竹内啓雄                                  | 加藤俊三                      | 製作:東京ムービー新社                           |
| 1983年 | 4月 - 1984年2月   | レディジョージィ                       | 東京ムービー           | 吉田しげつぐ                                     | 仙石鎮彦                      | 製作:東京ムービー新社                           |
| 1983年 | 7月 - 1984年3月   | キャッツ・アイ                         | 東京ムービー           | 竹内啓雄                                         | 加藤俊三                      | 製作:東京ムービー新社                           |
| 1983年 | 7月 - 1984年4月   | 超時空世紀オーガス                     | 東京ムービー           | 石黒昇 三家本泰美                                | 向坪利次                      | 製作:東京ムービー新社                           |
| 1984年 | 3月 - 1985年12月  | ルパン三世PARTIII                      | 東京ムービー           | N/A                                              | 松元理人                      | 製作:東京ムービー新社                           |
| 1984年 | 4月 - 9月         | ゴッドマジンガー                       | 東京ムービー           | N/A                                              | 加藤俊三                      | 製作:東京ムービー新社                           |
| 1984年 | 10月 - 1985年7月  | キャッツ・アイ（2nd Season）           | 東京ムービー           | こだま兼嗣                                       | 加藤俊三                      | 製作:東京ムービー新社                           |
| 1985年 | 4月 - 1986年2月   | おねがい!サミアどん                    | 東京ムービー           | 小林治                                           | 加藤俊三                      | 製作:東京ムービー新社 制作協力:亜細亜堂         |
| 1986年 | 1月 - 9月         | ロボタン                               | 東京ムービー           | 不在→ 奥脇雅晴                                   | 加藤俊三 徳永元嘉             | 製作:東京ムービー新社                           |
| 1986年 | 10月 - 1987年9月  | Bugってハニー                          | 東京ムービー           | 永丘昭典 岡崎稔                                  | 加藤俊三                      | 製作:東京ムービー新社 制作協力:スタジオジュニオ |
| 1988年 | 10月 -            | それいけ!アンパンマン                  | 東京ムービー           | 永丘昭典                                         | 不在→ 竹元将泰                |                                                 |
| 1989年 | 4月 - 10月        | GO! レスラー軍団                       | 東京ムービー           | 奥脇雅晴                                         | N/A                           | 製作:東京ムービー新社                           |
| 1989年 | 10月 - 1990年9月  | レスラー軍団〈銀河編〉 聖戦士ロビンJr. | 東京ムービー           | 奥脇雅晴                                         | 尾崎穏通                      | 製作:東京ムービー新社                           |
| 1991年 | 1月 - 11月        | おちゃめなふたご クレア学院物語        | 東京ムービー           | 奥脇雅晴                                         | 尾崎穏通                      | 製作:東京ムービー新社                           |
| 1991年 | 2月 - 1992年2月   | 緊急発進セイバーキッズ                 | 東京ムービー           | 亀垣一                                           | 岩田幹宏                      | 製作:東京ムービー新社                           |
| 1991年 | 10月 - 1992年9月  | チエちゃん奮戦記 じゃりン子チエ        | 東京ムービー           | 横田和善                                         | 尾崎穏通                      | 製作:東京ムービー新社                           |
| 1991年 | 11月 - 1992年9月  | わたしとわたし ふたりのロッテ          | 東京ムービー           | こだま兼嗣                                       | 尾崎穏通                      | 製作:東京ムービー新社                           |
| 1992年 | 4月 - 1993年3月   | 超電動ロボ 鉄人28号FX                  | 東京ムービー           | 今沢哲男                                         | 岩田幹宏                      | 製作:東京ムービー新社                           |
| 1992年 | 10月 - 1993年3月  | フランダースの犬 ぼくのパトラッシュ    | 東京ムービー           | こだま兼嗣                                       | 尾崎穏通                      | 製作:東京ムービー新社                           |
| 1994年 | 4月 - 1995年3月   | レッドバロン                           | 東京ムービー           | さかいあきお                                     | 尾崎穏通                      | 製作:東京ムービー新社                           |
| 1994年 | 10月 - 1995年11月 | 魔法騎士レイアース                     | 東京ムービー           | 平野俊弘                                         | 岩田幹宏 →吉岡昌仁            | 製作:東京ムービー新社                           |
| 1995年 | 10月 - 1996年6月  | バーチャファイター                     | キョクイチ東京ムービー | 殿勝秀樹                                         | 尾崎穏通                      |                                                 |
| 1995年 | 10月 - 1996年9月  | 怪盗セイント・テール                   | キョクイチ東京ムービー | 鍋島修                                           | 尾崎穏通                      |                                                 |
| 1996年 | 1月 -             | 名探偵コナン                           | 東京ムービー           | こだま兼嗣 山本泰一郎 佐藤真人 於地紘仁 鎌仲史陽 | [ 注 8 ]                      |                                                 |
| 1996年 | 4月 - 9月         | B'T-X                                  | キョクイチ東京ムービー | 浜津守                                           | 松元理人                      |                                                 |
| 1996年 | 10月 - 1997年3月  | わんころべえ                           | 亜細亜堂               | 望月智充                                         | 岡村雅裕                      | 製作:キョクイチ東京ムービー                     |
| 1998年 | 9月 - 12月        | おサイフいっぱいクイズ! QQQのQ         | 東京ムービー           | N/A                                              | N/A                           | オープニングアニメ制作                          |
| 1998年 | 10月 - 1999年5月  | デビルマンレディー                     | キョクイチ東京ムービー | 平野俊貴                                         | 尾崎穏通                      |                                                 |
| 1999年 | 4月 - 2000年3月   | モンスターファーム〜円盤石の秘密〜     | キョクイチ東京ムービー | 矢野博之                                         | 柳内一彦                      |                                                 |
| 1999年 | 10月 - 2000年3月  | 人形草紙あやつり左近                   | 東京ムービー           | まついひとゆき                                   | 尾崎穏通                      |                                                 |
| 1999年 | 10月 - 2000年3月  | ごぞんじ!月光仮面くん                  | アクタス               | 竹内啓雄                                         | 加藤博                        | 製作:キョクイチ東京ムービー                     |
| 1999年 | 10月 - 2001年9月  | 週刊ストーリーランド                   | 東京ムービー           | N/A                                              | 松元理人 水沼健二             | 各話制作                                        |

#### 2000年代
| 開始年 | 放送期間         | タイトル                               | 制作スタジオ                     | 監督                                   | アニメーション プロデューサー   | 備考                                    |
| ------ | ---------------- | -------------------------------------- | -------------------------------- | -------------------------------------- | ------------------------------- | --------------------------------------- |
| 2000年 | 4月 - 9月        | モンスターファーム〜伝説への道〜       | キョクイチ東京ムービー           | 矢野博之                               | 柳内一彦                        |                                         |
| 2000年 | 7月 - 2004年3月  | とっとこハム太郎                       | トムス・エンタテインメント       | 鍋島修                                 | 松元理人                        |                                         |
| 2000年 | 10月 - 2001年9月 | 真・女神転生デビチル                   | 東京ムービー                     | 竹内啓雄                               | 加藤博                          |                                         |
| 2001年 | 1月 - 9月        | PROJECT ARMS                           | 東京ムービー                     | 高谷浩利                               | 横山敏                          |                                         |
| 2001年 | 10月 - 2002年3月 | PROJECT ARMS The 2nd Chapter           | 東京ムービー                     | 亀垣一                                 | 横山敏                          |                                         |
| 2002年 | 1月 - 6月        | パタパタ飛行船の冒険                   | テレコム・アニメーションフィルム | 矢野雄一郎                             | N/A                             | 製作                                    |
| 2002年 | 4月 - 2003年3月  | 天使な小生意気                         | トムス・エンタテインメント       | 奥脇雅晴                               | 小島哲                          |                                         |
| 2003年 | 4月 - 2004年3月  | ソニックX                              | 東京ムービー                     | 亀垣一                                 | 水沼健二                        |                                         |
| 2003年 | 7月 - 9月        | 高橋留美子劇場                         | トムス・エンタテインメント       | 西森章                                 | 西村政行                        |                                         |
| 2003年 | 10月 - 12月      | 京極夏彦 巷説百物語                    | トムス・エンタテインメント       | 殿勝秀樹                               | 大石祐道                        |                                         |
| 2003年 | 10月 - 12月      | 高橋留美子劇場 人魚の森                | トムス・エンタテインメント       | 奥脇雅晴                               | 横山敏                          |                                         |
| 2003年 | 10月 - 2004年3月 | ポポロクロイス                         | 東京ムービー                     | 越智一裕                               | 宮本秀晃                        |                                         |
| 2004年 | 4月 - 10月       | 愛してるぜベイベ★★                     | 東京ムービー                     | 奥脇雅晴                               | 尾﨑穏通                        |                                         |
| 2004年 | 4月 - 2006年3月  | とっとこハム太郎 はむはむぱらだいちゅ! | トムス・エンタテインメント       | 鍋島修                                 | 松元理人                        |                                         |
| 2005年 | 1月 - 9月        | ギャラリーフェイク                     | 東京ムービー                     | 西森章 山崎理                          | 西村政行                        | 第25話まで 第26話以降は東京キッズが制作 |
| 2005年 | 2月 - 5月        | BUZZER BEATER                          | トムス・エンタテインメント       | 宮繁之                                 | 浄園祐                          |                                         |
| 2005年 | 4月 - 2006年3月  | ガラスの仮面                           | 東京ムービー                     | 杉井ギサブロー（総） 坂本雄作 角田利隆 | 鶴木洋介                        |                                         |
| 2005年 | 4月 - 2006年3月  | 甲虫王者ムシキング 森の民の伝説        | トムス・エンタテインメント       | 山内重保                               | 小島哲                          | 制作協力:アクタス                       |
| 2005年 | 5月 - 2006年2月  | 雪の女王                               | トムス・エンタテインメント       | 出崎統                                 | 宮本秀晃                        |                                         |
| 2005年 | 10月 - 2006年3月 | 格闘美神 武龍                          | トムス・エンタテインメント       | 鈴木吉男                               | 横山敏                          |                                         |
| 2005年 | 10月 - 2006年9月 | エンジェル・ハート                     | トムス・エンタテインメント       | 平野俊貴                               | 西村政行                        |                                         |
| 2006年 | 4月 - 9月        | 格闘美神 武龍 REBIRTH                  | トムス・エンタテインメント       | 鈴木吉男                               | 横山敏                          |                                         |
| 2006年 | 4月 - 2008年3月  | とっとこハム太郎 は〜い!               | トムス・エンタテインメント       | 鍋島修                                 | 松元理人                        |                                         |
| 2006年 | 10月 - 2007年9月 | ぷるるんっ!しずくちゃん                | トムス・エンタテインメント       | 矢野篤                                 | 小山雅弘                        |                                         |
| 2006年 | 10月 - 2007年9月 | 史上最強の弟子ケンイチ                 | トムス・エンタテインメント       | 亀垣一                                 | 小島哲                          |                                         |
| 2006年 | 10月 - 2008年9月 | D.Gray-man                             | トムス・エンタテインメント       | 鍋島修                                 | 鶴木洋介                        |                                         |
| 2007年 | 4月 - 9月        | 風の少女エミリー                       | トムス・エンタテインメント       | 小坂春女                               | 宮本秀晃                        |                                         |
| 2007年 | 4月 - 2008年3月  | 爆丸バトルブローラーズ                 | トムス・エンタテインメント       | 橋本みつお                             | 川人憲治郎                      | 共同制作:ジャパンヴィステック           |
| 2007年 | 7月 - 9月        | BUZZER BEATER（第2期）                 | トムス・エンタテインメント       | 宮繁之                                 | 大石祐道                        |                                         |
| 2007年 | 10月 - 2008年9月 | まめうしくん                           | トムス・エンタテインメント       | のなかかずみ                           | 宮本秀晃                        |                                         |
| 2007年 | 10月 - 2008年9月 | ぷるるんっ!しずくちゃん あはっ☆        | トムス・エンタテインメント       | 矢野篤                                 | 小山雅弘                        |                                         |
| 2008年 | 1月 - 3月        | のらみみ                               | トムス・エンタテインメント       | 湖山禎崇                               | 久保雄輔                        |                                         |
| 2008年 | 1月 - 12月       | 全力ウサギ                             | トムス・エンタテインメント       | 鏑木ひろ                               | 鵜飼浩史 宮本秀晃               |                                         |
| 2008年 | 4月 - 9月        | イタズラなKiss                         | トムス・エンタテインメント       | ヤマサキオサム                         | 西村政行                        |                                         |
| 2008年 | 6月 - 12月       | テレパシー少女 蘭                      | トムス・エンタテインメント       | 大宙征基                               | 宮本秀晃                        |                                         |
| 2008年 | 7月 - 12月       | スケアクロウマン                       | トムス・エンタテインメント       | 竹内啓雄                               | N/A                             |                                         |
| 2008年 | 10月 - 12月      | のらみみ2                              | トムス・エンタテインメント       | 湖山禎崇                               | 久保雄輔                        |                                         |
| 2008年 | 10月 - 2009年9月 | ライブオン CARDLIVER 翔                | トムス・エンタテインメント       | 辻初樹                                 | 小山雅弘                        |                                         |
| 2009年 | 1月 - 3月        | 源氏物語千年紀 Genji                   | トムス・エンタテインメント       | 出崎統                                 | 鵜飼浩史 橋本信太郎             | 共同制作:手塚プロダクション             |
| 2009年 | 1月 - 12月       | クプ〜!!まめゴマ!                      | トムス・エンタテインメント       | 岡英和                                 | 小山雅弘                        |                                         |
| 2009年 | 1月 - 12月       | エグザムライ戦国                       | トムス・エンタテインメント       | 竹内啓雄                               | 柳内一彦 中澤誠 井上孝史 横山敏 |                                         |
| 2009年 | 12月 - 2010年7月 | ローズオニールキューピー               | トムス・エンタテインメント       | 荒川眞嗣                               | 宮本秀晃                        |                                         |

#### 2010年代
| 開始年 | 放送期間          | タイトル                                            | 制作スタジオ                     | 監督                      | アニメーション プロデューサー | 備考                                                                            |
| ------ | ----------------- | --------------------------------------------------- | -------------------------------- | ------------------------- | ----------------------------- | ------------------------------------------------------------------------------- |
| 2010年 | 3月 - 2011年3月   | 爆丸バトルブローラーズ ニューヴェストロイア         | トムス・エンタテインメント       | 橋本みつお                | 小杉珠代 宮崎裕司             | 共同制作:ヴィステックエンタテインメント アニメーション制作協力:スタジオ雲雀     |
| 2010年 | 4月 - 2011年3月   | ひめチェン!おとぎちっくアイドル リルぷりっ          | テレコム・アニメーションフィルム | 森脇真琴                  | 谷口理                        | 製作                                                                            |
| 2010年 | 4月 - 2012年12月  | まじっく快斗                                        | TMS/V1Studio                     | 平野俊貴                  | 吉岡昌仁                      | 『名探偵コナン』の枠にて不定期放送                                              |
| 2011年 | 1月 - 2012年3月   | カードファイト!! ヴァンガード                       | トムス・エンタテインメント       | 辻初樹                    | 小山雅弘                      | 共同制作:スタジオさきまくら（第34話以降）                                       |
| 2011年 | 4月 - 6月         | 戦国乙女〜桃色パラドックス〜                        | トムス・エンタテインメント       | 岡本英樹                  | 浄園祐                        |                                                                                 |
| 2011年 | 4月 - 2012年1月   | 爆丸バトルブローラーズ ガンダリアンインベーダーズ   | トムス・エンタテインメント       | 橋本みつお                | 小杉珠代 宮崎裕司             | 共同制作:マックスパイヤーエンタテインメント アニメーション制作協力:スタジオ雲雀 |
| 2011年 | 4月 - 2012年3月   | とっとこハム太郎 でちゅ                             | 小学館集英社プロダクション       | 鍋島修                    | 松元理人                      | アニメーション制作協力                                                          |
| 2012年 | 1月 - 3月         | BRAVE10                                             | スタジオさきまくら               | 佐山聖子                  | 宮本秀晃                      | 製作                                                                            |
| 2012年 | 4月 - 6月         | ZETMAN                                              | トムス・エンタテインメント       | 鍋島修                    | 竹村逸平                      |                                                                                 |
| 2012年 | 4月 - 6月         | LUPIN the Third -峰不二子という女-                  | TMS/Po10tial                     | 山本沙代                  | 浄園祐                        |                                                                                 |
| 2012年 | 4月 - 2013年1月   | カードファイト!! ヴァンガード アジアサーキット編    | トムス・エンタテインメント       | 辻初樹                    | 小山雅弘                      |                                                                                 |
| 2012年 | 4月 - 2013年3月   | とっとこハム太郎（第5期）                           | トムス・エンタテインメント       | 鍋島修                    | 松元理人                      |                                                                                 |
| 2012年 | 10月 - 12月       | 神様はじめました                                    | トムス・エンタテインメント       | 大地丙太郎                | 石山桂一                      |                                                                                 |
| 2013年 | 1月 - 3月         | 幕末義人伝 浪漫                                     | トムス・エンタテインメント       | 小倉宏文                  | 青木隆介                      | アニメーション制作協力:DR MOVIE（- 第5話）                                      |
| 2013年 | 1月 - 2014年3月   | カードファイト!! ヴァンガード リンクジョーカー編    | トムス・エンタテインメント       | 辻初樹                    | 小島哲 川邊大輔               |                                                                                 |
| 2013年 | 10月 - 2014年6月  | 弱虫ペダル                                          | TMS/8PAN                         | 鍋島修                    | 竹村逸平                      |                                                                                 |
| 2014年 | 1月 - 3月         | とある飛空士への恋歌                                | TMS/3xCube                       | 鈴木利正                  | 野崎康次                      |                                                                                 |
| 2014年 | 3月 - 10月        | カードファイト!! ヴァンガード レギオンメイト編      | トムス・エンタテインメント       | 辻初樹                    | 小島哲 川邊大輔               |                                                                                 |
| 2014年 | 4月 - 2015年3月   | ヒーローバンク                                      | トムス・エンタテインメント       | 山本靖貴                  | 片桐秀介                      |                                                                                 |
| 2014年 | 10月 - 12月       | 繰繰れ! コックリさん                                | TMS/だぶるいーぐる               | 平池芳正                  | 山川剛史                      |                                                                                 |
| 2014年 | 10月 - 12月       | Hi☆sCoool! セハガール                               | トムス・エンタテインメント       | 菅原そうた                | 高達俊之                      | 共同制作:ジーニーズ アニメーション協力:6次元アニメーション                      |
| 2014年 | 10月 - 2015年3月  | 弱虫ペダル GRANDE ROAD                              | TMS/8PAN                         | 鍋島修                    | 竹村逸平                      |                                                                                 |
| 2014年 | 10月 - 2015年10月 | カードファイト!! ヴァンガードG                      | TMS/だぶるいーぐる               | 梅本唯                    | 川邉大輔                      |                                                                                 |
| 2015年 | 1月 - 3月         | 神様はじめました◎                                   | TMS/V1Studio                     | 大地丙太郎                | 石山桂一                      |                                                                                 |
| 2015年 | 4月 - 12月        | ジュエルペット マジカルチェンジ                     | スタジオディーン                 | 近藤信宏                  | 浦崎宣光                      | 制作協力                                                                        |
| 2015年 | 7月 - 9月         | 実は私は                                            | TMS/3xCube                       | 山本靖貴                  | 野崎康次                      |                                                                                 |
| 2015年 | 10月 - 2016年3月  | ルパン三世                                          | テレコム・アニメーションフィルム | 友永和秀（総） 矢野雄一郎 | 井内知樹                      | 製作                                                                            |
| 2015年 | 10月 - 2016年4月  | カードファイト!! ヴァンガードG ギアースクライシス編 | TMS/だぶるいーぐる               | 梅本唯                    | 川邉大輔                      |                                                                                 |
| 2016年 | 4月 - 6月         | ばくおん!!                                          | TMS/8PAN                         | 西村純二                  | 竹村逸平                      |                                                                                 |
| 2016年 | 4月 - 9月         | カードファイト!! ヴァンガードG ストライドゲート編   | TMS/だぶるいーぐる               | 梅本唯                    | 川邉大輔                      |                                                                                 |
| 2016年 | 4月 - 2017年3月   | カミワザ・ワンダ                                    | トムス・エンタテインメント       | 橋本みつお                | 三浦俊一郎 横山敏             | アニメーション制作協力:SynergySP                                                |
| 2016年 | 7月 - 9月         | ReLIFE                                              | TMS/だぶるいーぐる               | 小坂知                    | 川邉大輔                      |                                                                                 |
| 2016年 | 7月 - 9月         | orange                                              | テレコム・アニメーションフィルム | 浜崎博嗣                  | 諸澤昌男                      | 制作                                                                            |
| 2016年 | 7月 - 9月         | ばなにゃ バナナにひそむにゃんこ                     | ギャザリング                     | 矢立きょう                | 清水香梨子                    | 制作協力                                                                        |
| 2016年 | 7月 - 9月         | 甘々と稲妻                                          | TMS/3xCube                       | 岩崎太郎                  | 野崎康次                      |                                                                                 |
| 2016年 | 7月 - 9月         | D.Gray-man HALLOW                                   | TMS/8PAN                         | 芦野芳晴                  | 片桐秀介                      |                                                                                 |
| 2016年 | 10月 - 2017年3月  | TRICKSTER -江戸川乱歩「少年探偵団」より-            | TMS/だぶるいーぐる               | 向井雅浩                  | 井内知樹                      | 共同制作:シンエイ動画                                                           |
| 2016年 | 10月 - 2017年3月  | 信長の忍び                                          | TMS/V1Studio                     | 大地丙太郎                | 寺島清晃                      |                                                                                 |
| 2016年 | 10月 - 2017年3月  | ALL OUT!!                                           | トムス・エンタテインメント       | 清水健一                  | 林雅紀                        | 共同制作:マッドハウス                                                           |
| 2016年 | 10月 - 2017年9月  | ぴったんこ!ねこざかな                               | トムス・エンタテインメント       | のなかかずみ              | N/A                           | 共同制作:スタジオコメット                                                       |
| 2016年 | 10月 - 2017年9月  | おはよう!コケッコーさん                             | トムス・エンタテインメント       | 猪原英史                  | N/A                           | 共同制作:トクシス                                                               |
| 2016年 | 10月 - 12月       | きもしば                                            | トムス・エンタテインメント       | N/A                       | 川嶋洋樹                      | 共同制作:トムス・ジーニーズ                                                     |
| 2017年 | 1月 - 3月         | ゆかいなアニマルバス                                | トムス・エンタテインメント       | 渡辺誠之                  | 川嶋洋樹                      | 共同制作:トムス・ジーニーズ                                                     |
| 2017年 | 1月 - 4月         | 鬼平                                                | スタジオM2                       | 宮繁之                    | 橋本信太郎                    | 制作                                                                            |
| 2017年 | 1月 - 6月         | 弱虫ペダル NEW GENERATION                           | TMS/8PAN                         | 鍋島修                    | 竹村逸平                      |                                                                                 |
| 2017年 | 4月 - 6月         | 笑ゥせぇるすまんNEW                                 | シンエイ動画                     | 小倉宏文                  | 荒木元道                      | 企画制作協力                                                                    |
| 2017年 | 4月 - 6月         | きもしば（第2期）                                   | トムス・エンタテインメント       | N/A                       | 川嶋洋樹                      | 共同制作:トムス・ジーニーズ                                                     |
| 2017年 | 4月 - 9月         | 信長の忍び〜伊勢・金ヶ崎篇〜                        | TMS/V1Studio                     | 大地丙太郎                | 寺島清晃                      |                                                                                 |
| 2017年 | 7月 - 9月         | ナナマル サンバツ                                   | TMS/だぶるいーぐる               | 大宙征基                  | 山川剛史                      |                                                                                 |
| 2017年 | 7月 - 9月         | イケメン戦国◆時をかけるが恋は始まらない             | トムス・エンタテインメント       | 渡辺誠之                  | 榎本香菜                      | 共同制作:トムス・ジーニーズ 制作協力:TMS/V1Studio                               |
| 2017年 | 7月 - 9月         | 潔癖男子!青山くん                                   | スタジオ雲雀                     | 市川量也                  | 宮﨑裕司                      | 制作                                                                            |
| 2017年 | 7月 - 9月         | ゆかいなアニマルバス（第2期）                       | トムス・エンタテインメント       | 渡辺誠之                  | 川嶋洋樹                      | 共同制作:トムス・ジーニーズ                                                     |
| 2017年 | 7月 - 12月        | 妖怪アパートの幽雅な日常                            | シンエイ動画                     | 橋本みつお                | 三浦俊一郎                    | 企画制作協力                                                                    |
| 2017年 | 10月 - 2020年9月  | ぴったんこ!!ねこざかな                              | トムス・エンタテインメント       | のなかかずみ              | N/A                           | 共同制作:スタジオコメット                                                       |
| 2018年 | 1月 - 3月         | からかい上手の高木さん                              | シンエイ動画                     | 赤城博昭                  | 中島進                        | 企画協力                                                                        |
| 2018年 | 1月 - 6月         | 弱虫ペダル GLORY LINE                               | TMS/8PAN                         | 鍋島修                    | 片桐秀介                      |                                                                                 |
| 2018年 | 4月 - 6月         | メガロボクス                                        | TMS/3xCube                       | 森山洋                    | 藤吉美那子                    |                                                                                 |
| 2018年 | 4月 - 9月         | 信長の忍び〜姉川・石山篇〜                          | TMS/V1Studio                     | 大地丙太郎                | 寺島清晃                      |                                                                                 |
| 2018年 | 4月 - 9月         | ルパン三世 PART5                                    | テレコム・アニメーションフィルム | 矢野雄一郎                | 堀川優子                      | 制作                                                                            |
| 2018年 | 7月 - 9月         | つくもがみ貸します                                  | テレコム・アニメーションフィルム | むらた雅彦                | 田中奈都湖                    | 制作                                                                            |
| 2018年 | 7月 - 9月         | 千銃士                                              | TMS/だぶるいーぐる               | カサヰケンイチ            | 山川剛史 岡畑徹               |                                                                                 |
| 2018年 | 7月 - 12月        | バキ                                                | TMS/だぶるいーぐる               | 平野俊貴                  | 綿引圭                        |                                                                                 |
| 2018年 | 10月 - 12月       | ソラとウミのアイダ                                  | TMS/だぶるいーぐる               | 濁川敦                    | 金森治樹                      |                                                                                 |
| 2019年 | 1月 - 3月         | 明治東亰恋伽                                        | TMS/V1Studio                     | 大地丙太郎                | 安榮卓也                      |                                                                                 |
| 2019年 | 4月 - 7月         | 八月のシンデレラナイン                              | トムス・エンタテインメント       | 工藤進                    | 清野一道                      | アニメーション制作協力:スタジオ・コメット                                       |
| 2019年 | 4月 - 2020年3月   | 爆丸バトルプラネット                                | トムス・エンタテインメント       | 市川量也                  | 宮崎裕司 須甲和彦             |                                                                                 |
| 2019年 | 4月 - 9月         | フルーツバスケット                                  | TMS/8PAN                         | 井端義秀                  | 伊藤元気                      |                                                                                 |
| 2019年 | 7月 - 12月        | Dr.STONE                                            | TMS/8PAN                         | 飯野慎也                  | 片桐秀介                      |                                                                                 |
| 2019年 | 10月 - 12月       | ばなにゃ ふしぎななかまたち                         | トムス・エンタテインメント       | 矢立きょう                | 清水香梨子 久保雄輔           | 共同制作:ギャザリング アニメーション制作協力:レスプリ                           |

#### 2020年代
| 開始年 | 放送期間         | タイトル                                                                             | 制作スタジオ                                                | 監督                          | アニメーション プロデューサー | 備考                                      |
| ------ | ---------------- | ------------------------------------------------------------------------------------ | ----------------------------------------------------------- | ----------------------------- | ----------------------------- | ----------------------------------------- |
| 2020年 | 4月 - 9月        | フルーツバスケット 2nd season                                                        | TMS/8PAN                                                    | 井端義秀                      | 伊藤元気                      |                                           |
| 2020年 | 7月 - 9月        | 彼女、お借りします                                                                   | トムス・エンタテインメント                                  | 古賀一臣                      | 山川剛史 松嵜義之             |                                           |
| 2020年 | 7月 - 9月        | バキ（第2期）                                                                        | TMS/だぶるいーぐる                                          | 平野俊貴                      | 綿引圭                        |                                           |
| 2021年 | 1月 - 3月        | Dr.STONE Stone Wars                                                                  | TMS/8PAN                                                    | 飯野慎也                      | 片桐秀介                      |                                           |
| 2021年 | 4月 - 6月        | フルーツバスケット The Final                                                         | TMS/8PAN                                                    | 井端義秀                      | 伊藤元気                      |                                           |
| 2021年 | 4月 - 6月        | 灼熱カバディ                                                                         | トムス・エンタテインメント                                  | 市川量也                      | 野村哲史                      | アニメーション制作協力:ドメリカ           |
| 2021年 | 4月 - 6月        | NOMAD メガロボクス2                                                                  | トムス・エンタテインメント                                  | 森山洋                        | 藤吉美那子                    |                                           |
| 2021年 | 4月 - 6月        | イジらないで、長瀞さん                                                               | テレコム・アニメーションフィルム                            | 花井宏和                      | 徳永智広                      | 製作委員会参加                            |
| 2021年 | 7月 - 9月        | 精霊幻想記                                                                           | トムス・エンタテインメント                                  | ヤマサキオサム                | 西村政行 青木清光             | アニメーション制作協力:ワオワールド       |
| 2021年 | 10月 - 2022年3月 | ルパン三世 PART6                                                                     | トムス・エンタテインメント                                  | 富沢信雄 菅沼栄治             | 徳丸恵一                      |                                           |
| 2021年 | 12月 - 2023年3月 | 名探偵コナン 警察学校編 Wild Police Story                                            | トムス・エンタテインメント                                  | 山本泰一郎 鎌仲史陽           | 寺島清晃 →藤堂真孝            | 『名探偵コナン』の枠にて不定期放送        |
| 2022年 | 4月 - 6月        | ブラック★★ロックシューター DAWN FALL                                                 | バイブリーアニメーションスタジオ バイブリーアニメーションCG | 天衝                          | 天衝                          | UNLIMITED PRODUCE                         |
| 2022年 | 4月 - 放送休止   | インセクトランド                                                                     | トムス・ジーニーズ                                          | 川越淳                        | 岩崎和義                      | 制作                                      |
| 2022年 | 4月 - 5月        | 名探偵コナン ゼロの日常                                                              | TMS/第1スタジオ                                             | 小坂知                        | 藤堂真孝                      |                                           |
| 2022年 | 7月 - 9月        | 彼女、お借りします（第2期）                                                          | トムス・エンタテインメント                                  | 古賀一臣                      | 山川剛史 熊谷侑也             | アニメーション制作協力:スタジオコメット   |
| 2022年 | 9月 - 12月       | うちの師匠はしっぽがない                                                             | ライデンフィルム                                            | 山本秀世                      | 大山裕一                      | 製作委員会参加                            |
| 2022年 | 10月 - 12月      | 名探偵コナン 犯人の犯沢さん                                                          | TMS/第1スタジオ                                             | 大地丙太郎                    | 藤堂真孝                      |                                           |
| 2022年 | 10月 - 12月      | 忍の一時                                                                             | TROYCA                                                      | 渡部周                        | 長野敏之                      | 製作委員会参加                            |
| 2022年 | 10月 - 2023年3月 | 弱虫ペダル LIMIT BREAK                                                               | TMS/Die4Studio                                              | 鍋島修                        | 伊藤元気                      |                                           |
| 2023年 | 1月 - 3月        | HIGH CARD                                                                            | スタジオ雲雀                                                | 和田純一                      | 宮﨑裕司                      | 原作・制作                                |
| 2023年 | 4月 - 6月        | Dr.STONE NEW WORLD（第1クール）                                                      | TMS/Die4Studio                                              | 松下周平                      | 片桐秀介                      |                                           |
| 2023年 | 4月 - 6月        | 異世界でチート能力を手にした俺は、現実世界をも無双する〜レベルアップは人生を変えた〜 | ミルパンセ                                                  | 板垣伸（総） 田辺慎吾         | 白石直子                      | UNLIMITED PRODUCE                         |
| 2023年 | 7月 - 9月        | 彼女、お借りします（第3期）                                                          | トムス・エンタテインメント/第6スタジオ                      | 宇根信也                      | 山川剛史 松嵜義之             | アニメーション制作協力:スタジオコメット   |
| 2023年 | 10月 - 12月      | Dr.STONE NEW WORLD（第2クール）                                                      | TMS/Die4Studio                                              | 松下周平                      | 片桐秀介                      |                                           |
| 2023年 | 10月 - 2024年3月 | アンデッドアンラック                                                                 | david production                                            | 八瀬祐樹                      | 下田迅人                      | UNLIMITED PRODUCE                         |
| 2023年 | 10月 - 2024年3月 | 七つの大罪 黙示録の四騎士                                                            | テレコム・アニメーションフィルム                            | 小平麻紀                      | 田中奈都湖                    | UNLIMITED PRODUCE                         |
| 2024年 | 1月 - 3月        | HIGH CARD season 2                                                                   | スタジオ雲雀                                                | 和田純一                      | 宮﨑裕司                      | 原作・制作                                |
| 2024年 | 4月 - 6月        | 魔王の俺が奴隷エルフを嫁にしたんだが、どう愛でればいい?                              | ブレインズ・ベース                                          | 石踊宏                        | 小沢十光 卜部智也             | UNLIMITED PRODUCE                         |
| 2024年 | 4月 - 6月        | リンカイ!                                                                            | トムス・エンタテインメント/第6スタジオ                      | 石山タカ明                    | 山川剛史 山本清               | アニメーション制作協力:マル画ファクトリー |
| 2024年 | 7月 - 9月        | 僕の妻は感情がない                                                                   | 手塚プロダクション                                          | 吉村文宏                      | 宇田川純男 周黙涵             | UNLIMITED PRODUCE                         |
| 2024年 | 10月 -           | アオのハコ                                                                           | テレコム・アニメーションフィルム                            | 矢野雄一郎                    | 菊池等                        | UNLIMITED PRODUCE                         |
| 2024年 | 10月 - 12月      | 七つの大罪 黙示録の四騎士（第2期）                                                   | テレコム・アニメーションフィルム                            | 小平麻紀                      | 田中奈都湖                    | UNLIMITED PRODUCE                         |
| 2024年 | 10月 - 12月      | 精霊幻想記2                                                                          | トムス・エンタテインメント/第6スタジオ                      | ヤマサキオサム（総） 久保博志 | 西村政行 青木清光             | アニメーション制作協力:ワオワールド       |
| 2025年 | 1月 - 3月        | ハニーレモンソーダ                                                                   | J.C.STAFF                                                   | 錦織博                        | 松尾洸甫                      | UNLIMITED PRODUCE                         |
| 2025年 | 1月 - 3月        | Dr.STONE SCIENCE FUTURE（第1クール）                                                 | TMS/Die4studio                                              | 松下周平                      | 片桐秀介                      |                                           |
| 2025年 | 1月 - 3月        | SAKAMOTO DAYS                                                                        | トムス・エンタテインメント                                  | 渡辺正樹                      | 伊藤元気                      | 第1クール                                 |
| 2025年 | 7月 -            | SAKAMOTO DAYS                                                                        | トムス・エンタテインメント                                  | 渡辺正樹                      | 伊藤元気                      | 第2クール                                 |
| 2025年 | 7月 -            | 彼女、お借りします（第4期）                                                          | トムス・エンタテインメント                                  | 古賀一臣                      | 山川剛史                      | 第1クール                                 |
| 2025年 | 7月 -            | Dr.STONE SCIENCE FUTURE（第2クール）                                                 | TMS/Die4studio                                              | 松下周平                      | 片桐秀介                      |                                           |
| 2025年 | 10月 -           | 暗殺者である俺のステータスが勇者よりも明らかに強いのだが                             | サンライズ                                                  | 羽原信義                      | 未公表                        | UNLIMITED PRODUCE                         |

### テレビスペシャル
| 放送年 | 放送日                       | タイトル                                                           | 制作スタジオ                     | 監督                      | アニメーション プロデューサー | 備考                               |
| ------ | ---------------------------- | ------------------------------------------------------------------ | -------------------------------- | ------------------------- | ----------------------------- | ---------------------------------- |
| 1980年 | 6月13日                      | 坊っちゃん                                                         | 東京ムービー                     | 出崎統                    | 池内辰夫                      | 『日生ファミリースペシャル』作品   |
| 1980年 | 10月10日                     | 二十四の瞳                                                         | 東京ムービー                     | 吉田しげつぐ              | 池内辰夫                      | 『日生ファミリースペシャル』作品   |
| 1981年 | 6月8日                       | 姿三四郎                                                           | 東京ムービー                     | 三家本泰美                | 池内辰夫                      | 『日生ファミリースペシャル』作品   |
| 1982年 | 6月17日                      | 孫悟空シルクロードをとぶ!!                                         | 東京ムービー                     | 高屋敷英夫                | 加藤俊三                      | 『日生ファミリースペシャル』作品   |
| 1989年 | 4月1日                       | ルパン三世 バイバイ・リバティー・危機一発!                         | 東京ムービー                     | 出崎統                    | 徳永元嘉                      | 『土曜スーパースペシャル』にて放送 |
| 1990年 | 7月20日                      | ルパン三世 ヘミングウェイ・ペーパーの謎                            | 東京ムービー                     | 出崎統                    | 松元理人                      | 『金曜ロードショー』にて放送       |
| 1991年 | 8月9日                       | ルパン三世 ナポレオンの辞書を奪え                                  | 東京ムービー                     | 出崎統                    | 松元理人                      | 『金曜ロードショー』にて放送       |
| 1992年 | 7月24日                      | ルパン三世 ロシアより愛をこめて                                    | 東京ムービー                     | 出崎統                    | 松元理人                      | 『金曜ロードショー』にて放送       |
| 1993年 | 7月23日                      | ルパン三世 ルパン暗殺指令                                          | 東京ムービー                     | おおすみ正秋              | 松元理人 岩田幹宏             | 『金曜ロードショー』にて放送       |
| 1994年 | 7月29日                      | ルパン三世 燃えよ斬鉄剣                                            | 東京ムービー                     | 奥脇雅晴                  | 松元理人 尾崎穏通             | 『金曜ロードショー』にて放送       |
| 1995年 | 8月4日                       | ルパン三世 ハリマオの財宝を追え!!                                  | 東京ムービー                     | 出崎統                    | 尾﨑穏通                      | 『金曜ロードショー』にて放送       |
| 1995年 | 12月23日                     | 魔法騎士レイアース 増刊号                                          | 東京ムービー                     | 平野俊貴                  | 吉岡昌仁                      |                                    |
| 1996年 | 8月2日                       | ルパン三世 トワイライト☆ジェミニの秘密                             | キョクイチ東京ムービー           | 杉井ギサブロー            | 尾崎穏通 小沢十光             | 『金曜ロードショー』にて放送       |
| 1997年 | 8月1日                       | ルパン三世 ワルサーP38                                             | キョクイチ東京ムービー           | 矢野博之                  | 尾崎穏通                      | 『金曜ロードショー』にて放送       |
| 1998年 | 7月24日                      | ルパン三世 炎の記憶〜TOKYO CRISIS〜                                | キョクイチ東京ムービー           | 篠原俊哉                  | 尾崎穏通                      | 『金曜ロードショー』にて放送       |
| 1999年 | 7月30日                      | ルパン三世 愛のダ・カーポ〜FUJIKO'S Unlucky Days〜                 | キョクイチ東京ムービー           | ワタナベシンイチ          | 尾崎穏通                      | 『金曜特別ロードショー』にて放送   |
| 2000年 | 7月28日                      | ルパン三世 1$マネーウォーズ                                        | トムス・エンタテインメント       | 殿勝秀樹                  | 尾崎穏通                      | 『金曜特別ロードショー』にて放送   |
| 2001年 | 8月3日                       | ルパン三世 アルカトラズコネクション                                | 東京ムービー                     | 殿勝秀樹                  | 尾崎穏通                      | 『金曜特別ロードショー』にて放送   |
| 2002年 | 7月26日                      | ルパン三世 EPISODE:0 ファーストコンタクト                          | 東京ムービー                     | 大原実                    | 尾﨑穏通 大石祐道             | 『金曜特別ロードショー』にて放送   |
| 2003年 | 8月1日                       | ルパン三世 お宝返却大作戦!!                                        | 東京ムービー                     | 川越淳                    | 尾﨑穏通                      | 『金曜特別ロードショー』にて放送   |
| 2004年 | 7月30日                      | ルパン三世 盗まれたルパン 〜コピーキャットは真夏の蝶〜             | トムス・エンタテインメント       | うえだひでひと            | 尾﨑穏通                      | 『金曜特別ロードショー』にて放送   |
| 2005年 | 7月22日                      | ルパン三世 天使の策略 〜夢のカケラは殺しの香り〜                   | トムス・エンタテインメント       | 宮繁之                    | 浄園祐                        | 『金曜特別ロードショー』にて放送   |
| 2006年 | 9月8日                       | ルパン三世 セブンデイズ・ラプソディ                                | トムス・エンタテインメント       | 亀垣一                    | 尾﨑穏通                      | 『金曜特別ロードショー』にて放送   |
| 2007年 | 7月27日                      | ルパン三世 霧のエリューシヴ                                        | テレコム・アニメーションフィルム | 増田敏彦                  | 竹内孝次                      | 『金曜特別ロードショー』にて放送   |
| 2008年 | 7月25日                      | ルパン三世 sweet lost night 〜魔法のランプは悪夢の予感〜           | トムス・エンタテインメント       | アミノテツロ              | 尾﨑穏通                      | 『金曜特別ロードショー』にて放送   |
| 2009年 | 3月27日                      | ルパン三世VS名探偵コナン                                           | 東京ムービー                     | 亀垣一                    | 小島哲                        | 『金曜特別ロードショー』にて放送   |
| 2010年 | 2月12日                      | ルパン三世 the Last Job                                            | トムス・エンタテインメント       | アミノテツロ              | 尾﨑穏通                      | 『金曜特別ロードショー』にて放送   |
| 2011年 | 12月2日                      | ルパン三世 血の刻印 〜永遠のMermaid〜                              | テレコム・アニメーションフィルム | 滝口禎一                  | 尾﨑穏通 岩佐直樹 竹内孝次    | 『金曜特別ロードショー』にて放送   |
| 2012年 | 11月2日                      | ルパン三世 東方見聞録 〜アナザーページ〜                           | トムス・エンタテインメント       | 亀垣一                    | 小島哲 岩佐直樹               | 『金曜ロードSHOW!』にて放送        |
| 2013年 | 11月15日                     | ルパン三世 princess of the breeze 〜隠された空中都市〜             | TMS/8PAN                         | 金﨑貴臣                  | 片桐秀介                      | 『金曜ロードSHOW!』にて放送        |
| 2014年 | 12月26日                     | 名探偵コナン 江戸川コナン失踪事件 〜史上最悪の2日間〜              | TMS/V1Studio                     | 山本泰一郎                | 石山桂一                      | 『金曜ロードSHOW!』にて放送        |
| 2016年 | 1月8日                       | ルパン三世 イタリアン・ゲーム                                      | テレコム・アニメーションフィルム | 友永和秀（総） 矢野雄一郎 | 井内知樹                      | 『金曜ロードSHOW!』にて放送        |
| 2016年 | 1月9日 (前編) 1月16日 (後編) | 名探偵コナン コナンと海老蔵 歌舞伎十八番ミステリー                 | TMS/V1Studio                     | 山本泰一郎                | 寺島清晃                      |                                    |
| 2016年 | 12月9日                      | 名探偵コナン エピソード“ONE” 小さくなった名探偵                    | TMS/V1Studio                     | 山本泰一郎                | 寺島清晃 三浦陽児             | 『金曜ロードSHOW!』にて放送        |
| 2019年 | 1月5日 (前編) 1月12日 (後編) | 名探偵コナン 紅の修学旅行                                          | TMS/V1Studio                     | 山本泰一郎                | 寺島清晃                      |                                    |
| 2019年 | 1月25日                      | ルパン三世 グッバイ・パートナー                                    | TMS/トロワスタジオ               | 川越淳                    | 井内知樹                      | 『金曜ロードSHOW!』にて放送        |
| 2019年 | 2月10日                      | 勇気の花がひらくとき やなせたかしとアンパンマンの物語              | トムス・エンタテインメント       | 児玉徹郎                  | N/A                           |                                    |
| 2019年 | 7月20日                      | アニ×パラ〜あなたのヒーローは誰ですか〜 episode7 パラサイクリング  | トムス・エンタテインメント       | 鍋島修                    | N/A                           |                                    |
| 2019年 | 11月29日                     | ルパン三世 プリズン・オブ・ザ・パスト                              | トムス・エンタテインメント       | 辻初樹                    | 徳丸恵一                      | 『金曜ロードSHOW!』にて放送        |
| 2022年 | 7月10日                      | Dr.STONE 龍水                                                      | TMS/Die4Studio                   | 松下周平                  | 片桐秀介                      |                                    |
| 2024年 | 2月27日                      | アニ×パラ〜あなたのヒーローは誰ですか〜 episode17 パラアーチェリー | トムス・エンタテインメント       | 菅沼栄治                  | N/A                           |                                    |

### 日本国外との合作作品
- ウォルト・ディズニー・カンパニー
  - The Wuzzles（1985年）
  - ガミー・ベアの冒険（Adventures of the Gummi Bears、1985年 - 1991年）
  - わんぱくダック夢冒険（DuckTales、1987年 - 1988年、65話までを制作）
  - 新くまのプーさん（The New Adventures of Winnie the Pooh、1988年 - 1991年、22話までとシーズン2の一部を制作）
  - チップとデールの大作戦（Chip 'n Dale Rescue Rangers、1989年 - 1990年、13話までとシーズン2の一部を制作）
- ワーナー・ブラザース
  - タイニー・トゥーンズ（Tiny Toon Adventures、1990年 - 1992年、他社と交代で製作）
    - タイニー・トゥーンズ：真夜中の怪（Tiny Toons' Night Ghoulery、1995年、テレビスペシャル）

  - バットマン（Batman: The Animated Series、1992年 - 1993年、他社と交代で製作）
    - The New Batman Adventures（1997年 - 1999年、他社と交代で製作）

  - アニマニアックス（Animaniacs、1993年 - 1999年、他社と交代で製作）
  - ピンキー＆ブレイン（Pinky and the Brain、1995年 - 1998年、8話のみ）
  - シルベスター&トゥイーティー ミステリー（The Sylvester and Tweety Mysteries、1995年 - 2002年、13話まで製作）
  - スーパーマン（Superman: The Animated Series、1996年 - 2000年、他社と交代で製作）
- アメリカ・CBSネットワーク
  - The New Adventures of Zorro（1981年）
  - Sweet Sea（1985年、テレビスペシャル）
  - Dennis the Menace（1986年 - 1988年、他社と交代で製作）
  - ギャラクシー・ハイスクール（Galaxy High、1986年）
- ABCネットワーク
  - マイティ・オーボッツ（Mighty Orbots、1984年）
  - アニメ ゴーストバスターズ（1986年 - 1991年、シーズン3までの一部エピソードを製作）
- フォックス放送
  - Peter Pan and the Pirates（1990年 - 1991年、他社と交代で製作）
  - スパイダーマン（Spider-Man、1994年 - 1998年、韓国のスタジオと共同製作）
- NBC
  - Kissyfur（1986年 - 1990年、9話まで製作）
  - Bionic Six（1987年 - 1989年）
- サンボウ・プロダクション
  - Visionaries: Knights of the Magical Light（1987年）
- DIC
  - ガジェット警部（Inspector Gadget、1983年 - 1986年、アメリカでシンジケーション販売、65話まで製作）
  - The Littles（1983年、アメリカABCネットワーク）
  - 魔法少女レインボーブライト（Rainbow Brite、1984年 – 1986年）
  - キャッツ&カンパニー（Heathcliff and the Catillac Cats、1984年 - 1986年 、1985年、65話まで製作）
  - スターカム（Starcom: The U.S. Space Force、1987年）
  - アドベンチャーズ・オブ・ソニック・ザ・ヘッジホッグ（Adventures of Sonic the Hedgehog、1993年 - 1996年）
- NOA
  - サイバーシックス（Cybersix、1999年）
- フランス公共放送FR-3
  - 宇宙伝説ユリシーズ31（Ulysse 31、1981年 - 1982年）
- イタリア国営放送RAI-1
  - 名探偵ホームズ（Il fiuto di Sherlock Holmes、1984年）
  - レポーター・ブルース（1992年）
  - サッカーフィーバー（1994年 - 1995年）

## 劇場アニメ
太字はアニメーション制作以外の担当作品。

### 1960年代 - 1990年代
| 公開年 | タイトル                                                               | 制作スタジオ                     | 監督                           | アニメーション プロデューサー | 備考                                      |
| ------ | ---------------------------------------------------------------------- | -------------------------------- | ------------------------------ | ----------------------------- | ----------------------------------------- |
| 1969年 | 巨人の星                                                               | Aプロダクション                  | N/A                            | 黒川慶二郎                    | 製作:東京ムービー                         |
| 1969年 | 巨人の星 行け行け飛雄馬                                                | Aプロダクション                  | N/A                            | 黒川慶二郎                    | 製作:東京ムービー                         |
| 1970年 | 巨人の星 大リーグボール                                                | Aプロダクション                  | N/A                            | 黒川慶二郎                    | 製作:東京ムービー                         |
| 1970年 | アタックNo.1 富士見学園の新星                                          | Aプロダクション                  | N/A                            | 黒川慶二郎                    | 製作:東京ムービー                         |
| 1970年 | 巨人の星 宿命の対決                                                    | Aプロダクション                  | N/A                            | 黒川慶二郎                    | 製作:東京ムービー                         |
| 1970年 | アタックNo.1 涙の回転レシーブ                                          | Aプロダクション                  | N/A                            | 黒川慶二郎                    | 製作:東京ムービー                         |
| 1970年 | アタックNo.1 涙の世界選手権                                            | Aプロダクション                  | N/A                            | 黒川慶二郎                    | 製作:東京ムービー                         |
| 1971年 | アタックNo.1 涙の不死鳥                                                | Aプロダクション                  | N/A                            | 黒川慶二郎                    | 製作:東京ムービー                         |
| 1972年 | パンダコパンダ                                                         | Aプロダクション                  | 高畑勲                         | N/A                           | 製作:東京ムービー                         |
| 1973年 | パンダコパンダ 雨ふりサーカスの巻                                      | Aプロダクション                  | 高畑勲                         | N/A                           | 製作:東京ムービー                         |
| 1978年 | ルパン三世 ルパンVS複製人間                                            | 東京ムービー新社                 | 吉川惣司                       | N/A                           |                                           |
| 1979年 | エースをねらえ!                                                        | 東京ムービー                     | 出崎統                         | N/A                           |                                           |
| 1979年 | がんばれ!!タブチくん!!                                                 | 東京ムービー新社                 | 芝山努                         | N/A                           |                                           |
| 1979年 | ルパン三世 カリオストロの城                                            | 東京ムービー新社                 | 宮崎駿                         | 片山哲生                      |                                           |
| 1980年 | 家なき子                                                               | 東京ムービー新社                 | 出崎統（総）                   | 山崎敬之                      |                                           |
| 1980年 | がんばれ!!タブチくん!! 第2弾 激闘ペナントレース                        | 東京ムービー新社                 | 芝山努                         | N/A                           |                                           |
| 1980年 | まことちゃん                                                           | 東京ムービー新社                 | 芝山努                         | 片山哲生                      |                                           |
| 1980年 | がんばれ!!タブチくん!! 第3弾 あゝツッパリ人生                          | 東京ムービー新社                 | 芝山努                         | N/A                           |                                           |
| 1981年 | じゃりン子チエ                                                         | 東京ムービー新社                 | 高畑勲                         | 片山哲生                      |                                           |
| 1981年 | あしたのジョー2                                                        | 東京ムービー新社                 | 出崎統                         | 加藤俊三                      |                                           |
| 1981年 | マンザイ太閤記                                                         | 東京ムービー新社                 | 沢田隆治                       | N/A                           |                                           |
| 1982年 | おはよう!スパンク                                                      | 東京ムービー新社                 | 吉田しげつぐ                   | 仙石鎮彦                      |                                           |
| 1982年 | 新・ど根性ガエル ど根性夢枕                                            | 東京ムービー新社                 | 芝山努                         | 加藤俊三                      |                                           |
| 1982年 | コブラ SPACE ADVENTURE                                                 | 東京ムービー新社                 | 出﨑統                         | 池内辰夫                      |                                           |
| 1982年 | 巨人の星                                                               | 東京ムービー                     | N/A                            | N/A                           |                                           |
| 1982年 | 六神合体ゴッドマーズ                                                   | 東京ムービー新社                 | 今沢哲男                       | 赤川茂                        |                                           |
| 1983年 | ゴルゴ13                                                               | 東京ムービー新社                 | 出崎統                         | 稲田伸生                      |                                           |
| 1984年 | プロ野球を10倍楽しく見る方法                                           | 東京ムービー新社                 | 芝山努                         | N/A                           |                                           |
| 1984年 | 冒険者たち ガンバと7匹のなかま                                         | 東京ムービー新社                 | 出﨑統                         | N/A                           |                                           |
| 1984年 | 名探偵ホームズ 青い紅玉の巻/海底の財宝の巻                             | 東京ムービー新社                 | 宮崎駿                         | N/A                           |                                           |
| 1985年 | ルパン三世 バビロンの黄金伝説                                          | 東京ムービー新社                 | 鈴木清順 吉田しげつぐ          | 片山哲生                      |                                           |
| 1986年 | 名探偵ホームズ ミセス・ハドソン人質事件の巻/ドーバー海峡の大空中戦の巻 | 東京ムービー新社                 | 宮崎駿                         | N/A                           |                                           |
| 1987年 | 宝島                                                                   | 東京ムービー新社                 | 竹内啓雄                       | 山崎敬之                      |                                           |
| 1987年 | Bugってハニー メガロム少女舞4622                                       | 東京ムービー新社                 | 永丘昭典                       | 加藤俊三                      |                                           |
| 1988年 | AKIRA                                                                  | 東京ムービー新社                 | 大友克洋                       | 加藤俊三                      |                                           |
| 1989年 | それいけ!アンパンマン キラキラ星の涙                                   | 東京ムービー新社                 | 永丘昭典                       | 柳内一彦                      |                                           |
| 1989年 | おねがい!サミアどん                                                    | 東京ムービー新社                 | 小林治                         | 加藤俊三                      | 制作協力:亜細亜堂                         |
| 1989年 | ロボタン                                                               | 東京ムービー新社                 | 奥脇雅晴                       | 加藤俊三 徳永元嘉             |                                           |
| 1989年 | NEMO/ニモ                                                              | テレコム・アニメーションフィルム | 波多正美 ウィリアム・T・ハーツ | 藤岡豊                        | 製作                                      |
| 1990年 | おじさん改造講座                                                       | 東京ムービー新社                 | 芝山努                         | 竹内孝次                      |                                           |
| 1990年 | ベルサイユのばら 生命あるかぎり愛して                                  | 東京ムービー新社                 | こだま兼嗣 竹内啓雄            | 加藤俊三                      |                                           |
| 1990年 | それいけ!アンパンマン ばいきんまんの逆襲                               | 東京ムービー新社                 | 大賀俊二                       | 柳内一彦                      | 制作協力:スタジオジュニオ                 |
| 1991年 | ガンバとカワウソの冒険                                                 | 東京ムービー新社                 | 大賀俊二                       | 柳内一彦                      |                                           |
| 1991年 | それいけ!アンパンマン とべ! とべ! ちびごん                             | 東京ムービー新社                 | 永丘昭典                       | 柳内一彦                      |                                           |
| 1992年 | それいけ!アンパンマン つみき城のひみつ                                 | 東京ムービー新社                 | 永丘昭典                       | 柳内一彦                      | 制作協力:スタジオジュニオ                 |
| 1993年 | それいけ!アンパンマン 恐竜ノッシーの大冒険                             | 東京ムービー新社                 | 永丘昭典                       | 尾﨑穏通                      | 制作協力:スタジオジュニオ                 |
| 1993年 | かいけつゾロリ まほう使いのでし、大かいぞくの宝さがし                  | 東京ムービー新社                 | 竹内啓雄                       | 尾﨑穏通                      |                                           |
| 1994年 | それいけ!アンパンマン リリカル☆マジカルまほうの学校                    | 東京ムービー新社                 | 永丘昭典 矢野博之              | 柳内一彦                      | 制作協力:スタジオジュニオ                 |
| 1995年 | ルパン三世 くたばれ!ノストラダムス                                     | 東京ムービー新社                 | 伊藤俊也（総） 白土武          | 竹内孝次                      | 共同制作:テレコム・アニメーションフィルム |
| 1995年 | それいけ!アンパンマン ゆうれい船をやっつけろ!!                         | 東京ムービー新社                 | 矢野博之                       | 柳内一彦                      |                                           |
| 1996年 | ルパン三世 DEAD OR ALIVE                                               | キョクイチ東京ムービー           | 矢野博之                       | 小沢十光                      |                                           |
| 1996年 | それいけ!アンパンマン 空とぶ絵本とガラスの靴                           | キョクイチ東京ムービー           | 永丘昭典                       | 柳内一彦                      |                                           |
| 1997年 | 名探偵コナン 時計じかけの摩天楼                                        | キョクイチ東京ムービー           | こだま兼嗣                     | 吉岡昌仁                      |                                           |
| 1997年 | それいけ!アンパンマン 虹のピラミッド                                   | キョクイチ東京ムービー           | 大賀俊二                       | 柳内一彦                      |                                           |
| 1998年 | 名探偵コナン 14番目の標的                                              | キョクイチ東京ムービー           | こだま兼嗣                     | 吉岡昌仁                      |                                           |
| 1998年 | それいけ!アンパンマン てのひらを太陽に                                 | 東京ムービー                     | 永丘昭典                       | 柳内一彦                      |                                           |
| 1999年 | 名探偵コナン 世紀末の魔術師                                            | 東京ムービー                     | こだま兼嗣                     | 吉岡昌仁                      | 製作:キョクイチ東京ムービー               |
| 1999年 | それいけ!アンパンマン 勇気の花がひらくとき                             | 東京ムービー                     | 篠原俊哉                       | 柳内一彦                      | 製作:キョクイチ東京ムービー               |

### 2000年代・2010年代
| 公開年 | タイトル                                                                            | 制作スタジオ                     | 監督                      | アニメーション プロデューサー | 備考                                      |
| ------ | ----------------------------------------------------------------------------------- | -------------------------------- | ------------------------- | ----------------------------- | ----------------------------------------- |
| 2000年 | 名探偵コナン 瞳の中の暗殺者                                                         | 東京ムービー                     | こだま兼嗣                | 吉岡昌仁                      | 製作:トムス・エンタテインメント           |
| 2000年 | それいけ!アンパンマン 人魚姫のなみだ                                                | 東京ムービー                     | 永丘昭典                  | 柳内一彦                      | 製作:トムス・エンタテインメント           |
| 2001年 | 名探偵コナン 天国へのカウントダウン                                                 | 東京ムービー                     | こだま兼嗣                | 吉岡昌仁                      | 製作:トムス・エンタテインメント           |
| 2001年 | それいけ!アンパンマン ゴミラの星                                                    | 東京ムービー                     | 大賀俊二                  | 柳内一彦 尾崎隠通             | 製作:トムス・エンタテインメント           |
| 2001年 | 劇場版 とっとこハム太郎 ハムハムランド大冒険                                        | 東京ムービー                     | 出崎統                    | 松元理人                      | 製作:トムス・エンタテインメント           |
| 2002年 | 名探偵コナン ベイカー街の亡霊                                                       | 東京ムービー                     | こだま兼嗣                | 小島哲                        | 製作:トムス・エンタテインメント           |
| 2002年 | それいけ!アンパンマン ロールとローラ うきぐも城のひみつ                             | 東京ムービー                     | 大賀俊二                  | 柳内一彦 尾崎隠通             | 製作:トムス・エンタテインメント           |
| 2002年 | 劇場版 とっとこハム太郎 ハムハムハムージャ! 幻のプリンセス                          | トムス・エンタテインメント       | 出崎統                    | 松元理人                      |                                           |
| 2003年 | 名探偵コナン 迷宮の十字路                                                           | 東京ムービー                     | こだま兼嗣                | 西村政行                      | 製作:トムス・エンタテインメント           |
| 2003年 | それいけ!アンパンマン ルビーの願い                                                  | 東京ムービー                     | 矢野博之                  | 久保雄輔                      | 製作:トムス・エンタテインメント           |
| 2003年 | 劇場版 とっとこハム太郎 ハムハムグランプリン オーロラ谷の奇跡 リボンちゃん危機一髪! | トムス・エンタテインメント       | 出崎統                    | 松元理人                      |                                           |
| 2004年 | 名探偵コナン 銀翼の奇術師                                                           | 東京ムービー                     | 山本泰一郎                | 西村政行                      | 製作:トムス・エンタテインメント           |
| 2004年 | それいけ!アンパンマン 夢猫の国のニャニイ                                            | 東京ムービー                     | 矢野博之                  | 久保雄輔                      | 製作:トムス・エンタテインメント           |
| 2004年 | 劇場版 とっとこハム太郎 はむはむぱらだいちゅ! ハム太郎とふしぎのオニの絵本塔        | トムス・エンタテインメント       | 出崎統                    | 松元理人                      |                                           |
| 2005年 | 名探偵コナン 水平線上の陰謀                                                         | 東京ムービー                     | 山本泰一郎                | 西村政行                      | 製作:トムス・エンタテインメント           |
| 2005年 | それいけ!アンパンマン ハピーの大冒険                                                | 東京ムービー                     | 矢野博之                  | 久保雄輔                      | 製作:トムス・エンタテインメント           |
| 2005年 | 甲虫王者ムシキング グレイテストチャンピオンへの道                                   | トムス・エンタテインメント       | 大賀俊二                  | 尾崎穏通                      |                                           |
| 2006年 | 真救世主伝説 北斗の拳 ラオウ伝 殉愛の章                                             | トムス・エンタテインメント       | 今村隆寛                  | 吉岡昌仁                      |                                           |
| 2006年 | 名探偵コナン 探偵たちの鎮魂歌                                                       | 東京ムービー                     | 山本泰一郎                | 西村政行                      | 製作:トムス・エンタテインメント           |
| 2006年 | それいけ!アンパンマン いのちの星のドーリィ                                          | 東京ムービー                     | 矢野博之                  | 久保雄輔                      | 製作:トムス・エンタテインメント           |
| 2007年 | オシャレ魔女♥ラブandベリー                                                          | トムス・エンタテインメント       | 望月智充                  | 尾﨑穏通                      |                                           |
| 2007年 | 甲虫王者ムシキング スーパーバトルムービー〜闇の改造甲虫〜                           | トムス・エンタテインメント       | 水崎淳平                  | N/A                           |                                           |
| 2007年 | 名探偵コナン 紺碧の棺                                                               | 東京ムービー                     | 山本泰一郎                | 西村政行                      | 製作:トムス・エンタテインメント           |
| 2007年 | 真救世主伝説 北斗の拳 ラオウ伝 激闘の章                                             | トムス・エンタテインメント       | 平野俊貴                  | 吉岡昌仁                      |                                           |
| 2007年 | それいけ!アンパンマン シャボン玉のプルン                                            | 東京ムービー                     | 矢野博之                  | 久保雄輔                      | 製作:トムス・エンタテインメント           |
| 2008年 | 名探偵コナン 戦慄の楽譜                                                             | 東京ムービー                     | 山本泰一郎                | 石山桂一                      | 製作:トムス・エンタテインメント           |
| 2008年 | それいけ!アンパンマン 妖精リンリンのひみつ                                          | 東京ムービー                     | 永丘昭典                  | 久保雄輔 岩崎和義             | 製作:トムス・エンタテインメント           |
| 2008年 | 真救世主伝説 北斗の拳ZERO ケンシロウ伝                                              | トムス・エンタテインメント       | 平野俊貴                  | 吉岡昌仁                      |                                           |
| 2009年 | 名探偵コナン 漆黒の追跡者                                                           | 東京ムービー                     | 山本泰一郎                | 石山桂一                      | 製作:トムス・エンタテインメント           |
| 2009年 | それいけ!アンパンマン だだんだんとふたごの星                                        | 東京ムービー                     | 川越淳                    | 久保雄輔 岩崎和義             | 製作:トムス・エンタテインメント           |
| 2009年 | それいけ!アンパンマン ばいきんまんvsバイキンマン!?                                  | 東京ムービー                     | 矢野博之                  | 久保雄輔 岩崎和義             |                                           |
| 2010年 | 名探偵コナン 天空の難破船                                                           | 東京ムービー                     | 山本泰一郎                | 石山桂一                      | 製作:トムス・エンタテインメント           |
| 2010年 | それいけ!アンパンマン ブラックノーズと魔法の歌                                      | 東京ムービー                     | 矢野博之                  | 岩崎和義                      |                                           |
| 2010年 | おまえ うまそうだな                                                                 | 亜細亜堂                         | 藤森雅也                  | 荒川勇人                      | 制作                                      |
| 2011年 | 名探偵コナン 沈黙の15分                                                             | 東京ムービー                     | 静野孔文                  | 石山桂一                      | 製作:トムス・エンタテインメント           |
| 2011年 | それいけ!アンパンマン すくえ! ココリンと奇跡の星                                    | 東京ムービー                     | 矢野博之                  | 岩崎和義                      | 製作:トムス・エンタテインメント           |
| 2011年 | とある飛空士への追憶                                                                | マッドハウス                     | 宍戸淳                    | 宮本秀晃                      | 制作                                      |
| 2012年 | 名探偵コナン 11人目のストライカー                                                   | TMS/V1Studio                     | 山本泰一郎（総） 静野孔文 | 石山桂一                      |                                           |
| 2012年 | それいけ!アンパンマン よみがえれ バナナ島                                           | TMS/3xCube                       | 矢野博之                  | 岩崎和義                      |                                           |
| 2012年 | 伏 鉄砲娘の捕物帳                                                                   | トムス・エンタテインメント       | 宮地昌幸                  | 鶴木洋介                      |                                           |
| 2012年 | やなせたかしシアター                                                                | トムス・エンタテインメント       | 川又浩                    | 横山敏 久保雄輔 曽木由香里    | 制作協力:アンサー・スタジオ               |
| 2013年 | 名探偵コナン 絶海の探偵                                                             | TMS/V1Studio                     | 静野孔文                  | 石山桂一                      |                                           |
| 2013年 | それいけ!アンパンマン とばせ! 希望のハンカチ                                        | トムス・エンタテインメント       | 矢野博之                  | 岩崎和義                      |                                           |
| 2013年 | ルパン三世VS名探偵コナン THE MOVIE                                                  | TMS/だぶるいーぐる               | 亀垣一                    | 山川剛史                      |                                           |
| 2014年 | 名探偵コナン 異次元の狙撃手                                                         | TMS/V1Studio                     | 静野孔文                  | 石山桂一                      | アニメーション制作協力:作楽クリエイト     |
| 2014年 | LUPIN THE IIIRD 次元大介の墓標                                                      | テレコム・アニメーションフィルム | 小池健                    | 浄園祐                        | 製作・著作・配給                          |
| 2014年 | それいけ!アンパンマン りんごぼうやとみんなの願い                                    | トムス・エンタテインメント       | 川越淳                    | 岩崎和義                      |                                           |
| 2015年 | 名探偵コナン 業火の向日葵                                                           | TMS/V1Studio                     | 静野孔文                  | 石山桂一                      |                                           |
| 2015年 | それいけ!アンパンマン ミージャと魔法のランプ                                        | トムス・エンタテインメント       | 矢野博之                  | 岩崎和義                      |                                           |
| 2015年 | 劇場版 弱虫ペダル                                                                   | TMS/8PAN                         | 鍋島修（総） 長沼範裕     | 竹村逸平                      |                                           |
| 2016年 | 名探偵コナン 純黒の悪夢                                                             | TMS/V1Studio                     | 静野孔文                  | 石山桂一                      | アニメーション制作協力:スタジオコメット   |
| 2016年 | orange -未来-                                                                       | テレコム・アニメーションフィルム | 浜崎博嗣（総）            | 諸澤昌男                      | 制作                                      |
| 2016年 | それいけ!アンパンマン おもちゃの星のナンダとルンダ                                  | トムス・エンタテインメント       | 川越淳                    | 岩崎和義                      |                                           |
| 2017年 | LUPIN THE IIIRD 血煙の石川五ェ門                                                    | テレコム・アニメーションフィルム | 小池健                    | 浄園祐                        | 製作・著作                                |
| 2017年 | 名探偵コナン から紅の恋歌                                                           | TMS/V1Studio                     | 静野孔文                  | 三浦陽児                      |                                           |
| 2017年 | それいけ!アンパンマン ブルブルの宝探し大冒険!                                       | トムス・エンタテインメント       | 矢野博之                  | 岩崎和義                      |                                           |
| 2018年 | 名探偵コナン ゼロの執行人                                                           | TMS/V1Studio                     | 立川譲                    | 三浦陽児                      |                                           |
| 2018年 | それいけ!アンパンマン かがやけ!クルンといのちの星                                   | トムス・エンタテインメント       | 矢野博之                  | 岩崎和義                      |                                           |
| 2019年 | 映画 コラショの海底わくわく大冒険！                                                 | トムス・エンタテインメント       | 奥村よしあき              | 西村政行 野村哲史             | アニメーション制作協力:SynergySP          |
| 2019年 | 名探偵コナン 紺青の拳                                                               | TMS/V1Studio                     | 永岡智佳                  | 三浦陽児                      |                                           |
| 2019年 | LUPIN THE IIIRD 峰不二子の嘘                                                        | テレコム・アニメーションフィルム | 小池健                    | 浄園祐                        | 製作・著作                                |
| 2019年 | それいけ!アンパンマン きらめけ!アイスの国のバニラ姫                                 | トムス・エンタテインメント       | 矢野博之                  | 藤吉美那子                    |                                           |
| 2019年 | ルパン三世 THE FIRST                                                                | トムス・エンタテインメント       | 山崎貴                    | 立川真由美                    | 共同制作:マーザ・アニメーションプラネット |

### 2020年代（劇場アニメ）
| 公開年 | タイトル                                            | 制作スタジオ                           | 監督           | アニメーション プロデューサー | 備考                                  |
| ------ | --------------------------------------------------- | -------------------------------------- | -------------- | ----------------------------- | ------------------------------------- |
| 2021年 | 名探偵コナン 緋色の不在証明                         | トムス・エンタテインメント             | N/A            | N/A                           |                                       |
| 2021年 | 名探偵コナン 緋色の弾丸                             | TMS/V1Studio                           | 永岡智佳       | 寺島清晃                      | 制作協力:CloverWorks                  |
| 2021年 | それいけ!アンパンマン ふわふわフワリーと雲の国      | トムス・エンタテインメント             | 川越淳         | 竹元将泰                      |                                       |
| 2022年 | 名探偵コナン ハロウィンの花嫁                       | TMS/第1スタジオ                        | 満仲勧         | 藤堂真孝                      | 制作協力:Production I.G               |
| 2022年 | それいけ!アンパンマン ドロリンとバケ〜るカーニバル  | トムス・エンタテインメント             | 矢野博之       | 竹元将泰                      |                                       |
| 2022年 | 君を愛したひとりの僕へ                              | トムス・エンタテインメント/第6スタジオ | カサヰケンイチ | 山川剛史 高吉哲歩             | アニメーション制作協力:作楽クリエイト |
| 2023年 | 名探偵コナン 灰原哀物語〜黒鉄のミステリートレイン〜 | トムス・エンタテインメント             | N/A            | N/A                           |                                       |
| 2023年 | 名探偵コナン 黒鉄の魚影                             | TMS/第1スタジオ                        | 立川譲         | 岡田悠平                      | 制作協力:スタジオコロリド             |
| 2023年 | それいけ!アンパンマン ロボリィとぽかぽかプレゼント  | トムス・エンタテインメント             | 橋本敏一       | 竹元将泰                      |                                       |
| 2023年 | バイオハザード デスアイランド                       | Quebico                                | 羽住英一郎     | 篠原宏康                      | 制作プロデュース                      |
| 2024年 | 名探偵コナン vs. 怪盗キッド                         | トムス・エンタテインメント             | N/A            | N/A                           |                                       |
| 2024年 | 名探偵コナン 100万ドルの五稜星                      | TMS/第1スタジオ                        | 永岡智佳       | 岡田悠平                      |                                       |
| 2024年 | 範馬刃牙VSケンガンアシュラ                          | トムス・エンタテインメント             | 平野俊貴       | 阿曽孝義                      | Netflixにて配信                       |
| 2024年 | それいけ!アンパンマン ばいきんまんとえほんのルルン  | トムス・エンタテインメント             | 川越淳         | 竹元将泰                      |                                       |
| 2025年 | 名探偵コナン 隻眼の残像                             | トムス・エンタテインメント             | 重原克也       | 岡田悠平                      |                                       |
| 2025年 | それいけ!アンパンマン チャポンのヒーロー!           | トムス・エンタテインメント             | 橋本敏一       | 竹元将泰                      |                                       |
| 2025年 | LUPIN THE IIIRD THE MOVIE 不死身の血族              | テレコム・アニメーションフィルム       | 小池健         | N/A                           | 製作・著作                            |

## OVA
太字はアニメーション制作以外の担当作品。
| 発売年 | タイトル                                                              | 制作スタジオ               | 備考                                                  |
| ------ | --------------------------------------------------------------------- | -------------------------- | ----------------------------------------------------- |
| 1986年 | 活劇少女探偵団                                                        | 東京ムービー新社           |                                                       |
| 1987年 | スペース・ファンタジア 2001夜物語                                     | 東京ムービー新社           |                                                       |
| 1988年 | ルパン三世 風魔一族の陰謀                                             | 東京ムービー新社           | 1987年12月、OVA発売に先駆けて一部劇場などで先行公開。 |
| 1988年 | エースをねらえ!2                                                      | 東京ムービー               |                                                       |
| 1989年 | エースをねらえ! ファイナル・ステージ                                  | 東京ムービー               |                                                       |
| 1989年 | それいけ!アンパンマン ゆかいなお誕生会                                |                            |                                                       |
| 1990年 | 天外魔境 自来也おぼろ変                                               | 東京ムービー新社           |                                                       |
| 1991年 | おざなりダンジョン 風の塔                                             | 東京ムービー新社           |                                                       |
| 1991年 | ウィザードリィ                                                        | 東京ムービー新社           |                                                       |
| 1992年 | それいけ!アンパンマン えいごランド                                    |                            |                                                       |
| 1993年 | それいけ!アンパンマン いっしょにおべんきょう                          |                            |                                                       |
| 1994年 | マップス                                                              | 東京ムービー新社           | -1995年、共同製作:KSS                                 |
| 1995年 | それいけ!アンパンマン おたんじょうびシリーズ                          | 東京ムービー新社           | -1996年                                               |
| 1997年 | レイアース                                                            | キョクイチ東京ムービー     |                                                       |
| 1997年 | B'T-X NEO                                                             | キョクイチ東京ムービー     |                                                       |
| 1998年 | レイアース 特別編〜希望の翼〜                                         | キョクイチ東京ムービー     |                                                       |
| 1998年 | アンパンマンとおやくそく!                                             | 東京ムービー               |                                                       |
| 1998年 | ガラスの仮面〜千の仮面を持つ少女〜                                    | 東京ムービー               | -1999年                                               |
| 1999年 | それいけ!アンパンマン みんなでおどろう!アンパンマン音頭’99            |                            |                                                       |
| 1999年 | それいけ!アンパンマン 0才からのやさしいえいご                         |                            |                                                       |
| 1999年 | それいけ!アンパンマン うたってあそぼう♪ようちえんはたのしいな         |                            |                                                       |
| 1999年 | 青山剛昌短編集                                                        | 東京ムービー               |                                                       |
| 1999年 | 青山剛昌短編集II                                                      | 東京ムービー               |                                                       |
| 2000年 | からくりの君                                                          | 東京ムービー               |                                                       |
| 2000年 | 名探偵コナン コナンVSキッドVSヤイバ 宝刀争奪大決戦!!                  |                            |                                                       |
| 2000年 | それいけ!アンパンマン おうたとてあそび たのしいね                     | 東京ムービー               | 製作:トムス・エンタテインメント                       |
| 2001年 | それいけ!アンパンマン どうぶつだいすき!                               |                            |                                                       |
| 2002年 | ルパン三世 生きていた魔術師                                           | トムス・エンタテインメント |                                                       |
| 2002年 | アンパンマンとよいこののりもの                                        |                            |                                                       |
| 2002年 | アンパンマンのひらがなあそび                                          |                            |                                                       |
| 2002年 | アンパンマンのダンス・ダンス・ダンス                                  |                            |                                                       |
| 2002年 | それいけ!アンパンマン にんきものだいしゅうごう!キャラクターベスト15   | トムス・エンタテインメント |                                                       |
| 2002年 | ハム太郎のおたんじょうび 〜ママをたずねて三千てちてち〜               |                            |                                                       |
| 2002年 | とっとこハム太郎のしゅっぱつしんこう!                                 |                            |                                                       |
| 2002年 | 名探偵コナン 16人の容疑者                                             | 東京ムービー               |                                                       |
| 2003年 | それいけ!アンパンマン げんき100ばい!リトミックあそび                  | 東京ムービー               | 製作:トムス・エンタテインメント                       |
| 2003年 | ハムちゃんずの宝さがし大作戦 〜はむはー!すてきな海のなつやすみ〜      |                            |                                                       |
| 2003年 | 名探偵コナン コナンと平次と消えた少年                                 | トムス・エンタテインメント |                                                       |
| 2004年 | アズサ、お手伝いします!                                               | 東京ムービー               |                                                       |
| 2004年 | ハムちゃんずと虹の国の王子さま 〜せかいでいちばんのたからもの〜       |                            |                                                       |
| 2004年 | ハムちゃんずのめざせ!ハムハム金メダル 〜はしれ!はしれ!だいさくせん!〜 |                            |                                                       |
| 2004年 | 名探偵コナン コナンとキッドとクリスタル・マザー                       | 東京ムービー               | 制作:トムス・エンタテインメント                       |
| 2004年 | アンパンマンとはじめよう!                                             | 東京ムービー               | -2009年、製作:トムス・エンタテインメント              |
| 2005年 | 名探偵コナン 標的は小五郎!!少年探偵団マル秘調査                       | 東京ムービー               | 制作:トムス・エンタテインメント                       |
| 2005年 | とっとこハム太郎 はむはむぱらだいちゅ! ひらがなたんけん               |                            |                                                       |
| 2006年 | 名探偵コナン 消えたダイヤを追え!コナン・平次VSキッド!                 | 東京ムービー               | 制作:トムス・エンタテインメント                       |
| 2007年 | 真救世主伝説 北斗の拳 ユリア伝                                        | トムス・エンタテインメント |                                                       |
| 2007年 | 名探偵コナン 阿笠からの挑戦状!阿笠VSコナン&少年探偵団                 | トムス・エンタテインメント |                                                       |
| 2008年 | ルパン三世 GREEN vs RED                                               | トムス・エンタテインメント |                                                       |
| 2008年 | 真救世主伝説 北斗の拳 トキ伝                                          | トムス・エンタテインメント |                                                       |
| 2008年 | 名探偵コナン 女子高生探偵 鈴木園子の事件簿                            | 東京ムービー               | 制作:トムス・エンタテインメント                       |
| 2008年 | アンパンマンのダンス・ダンス・ダンス2 〜世界をおどろう〜              |                            |                                                       |
| 2008年 | 名探偵コナン MAGIC FILE 2008「工藤新一 謎の壁と黒ラブ事件」           | 東京ムービー               | -2011年                                               |
| 2009年 | 名探偵コナン 10年後の異邦人                                           | 東京ムービー               | 製作:トムス・エンタテインメント                       |
| 2009年 | 聖闘士星矢 THE LOST CANVAS 冥王神話                                   | 東京ムービー               | -2011年、製作:トムス・エンタテインメント              |
| 2009年 | 名探偵コナン MAGIC FILE 2009「新一と蘭・麻雀牌と七夕の思い出」        | 東京ムービー               |                                                       |
| 2010年 | 名探偵コナン KID in TRAP ISLAND                                       | 東京ムービー               | 製作:トムス・エンタテインメント                       |
| 2010年 | 名探偵コナン MAGIC FILE 2010「大阪お好み焼きオデッセイ」              | 東京ムービー               |                                                       |
| 2011年 | 名探偵コナン ロンドンからの秘指令                                     | 東京ムービー               | 製作:トムス・エンタテインメント                       |
| 2011年 | 名探偵コナン MAGIC FILE 2011「新潟～東京おみやげ狂騒曲」              | 東京ムービー               |                                                       |
| 2012年 | 名探偵コナン えくすかりばあの奇跡                                     | TMS/V1Studio               |                                                       |
| 2012年 | ルパン三世 Master File                                                | スタジオさきまくら         | 製作・著作                                            |
| 2012年 | 名探偵コナン BONUS FILE ファンタジスタの花                            | TMS/V1Studio               |                                                       |
| 2012年 | アンパンマン音楽館 グーチョキパー                                     |                            |                                                       |
| 2013年 | 神様はじめました                                                      | TMS/V1Studio               | コミックス16巻オリジナルアニメDVD付初回限定版         |
| 2013年 | 弱虫ペダル SPECIAL RIDE                                               | TMS/8PAN                   |                                                       |
| 2018年 | オリジナルアニメーション 刃牙 25th Special                            | トムス・エンタテインメント |                                                       |
| 2022年 | フルーツバスケット -prelude-                                          | トムス・エンタテインメント | 劇場上映                                              |

### 日本国外との合作作品
- ワーナー・ブラザース
  - タイニー・トゥーンズの夏休み（Tiny Toon Adventures: How I Spent My Vacation、1992年）
  - Wakko's Wish（1999年）
  - バットマン・ザ・フューチャー 蘇ったジョーカー（Batman Beyond: Return of the Joker、2000年）
  - Green Lantern: First Flight（2009年）
  - Superman vs. The Elite（2012年）
  - Justice League: Doom（2012年）
- ユニバーサル・ピクチャーズ・ホームエンターテイメント
  - アメリカ物語 ファイベル/こころの宝物をさがして…（An American Tail: The Treasure of Manhattan Island、1998年）

## Webアニメ
太字はアニメーション制作以外の担当作品。
| 配信年 | タイトル                                                                     | 制作スタジオ                           | 監督              | アニメーション プロデューサー | 備考                                  |
| ------ | ---------------------------------------------------------------------------- | -------------------------------------- | ----------------- | ----------------------------- | ------------------------------------- |
| 2017年 | 佐賀県を巡るアニメーション 「おかえり 故郷の唐津」 「ただいま 思い出の佐賀」 | トムス・エンタテインメント             | 大地丙太郎 亀垣一 | 石山桂一                      |                                       |
| 2020年 | 爆丸アーマードアライアンス                                                   | トムス・エンタテインメント             | 市川量也          | 川邉大輔                      | -2021年                               |
| 2021年 | バイオハザード: インフィニット ダークネス                                    | Quebico                                | 羽住英一郎        | N/A                           | 制作プロデュース                      |
| 2021年 | 範馬刃牙                                                                     | トムス・エンタテインメント             | 平野俊貴          | 三浦陽児                      |                                       |
| 2022年 | Shenmue the Animation                                                        | テレコム・アニメーションフィルム       | 櫻井親良          | 田中奈都湖                    | 製作委員会参加                        |
| 2022年 | LUPIN ZERO                                                                   | テレコム・アニメーションフィルム       | 酒向大輔          | N/A                           | 製作                                  |
| 2023年 | ルパン三世VSキャッツ・アイ                                                   | TMS/7STUDIO                            | 静野孔文 瀬下寛之 | 涌井徹                        | アニメーション制作協力:萌             |
| 2023年 | 爆丸レジェンズ                                                               | トムス・エンタテインメント/第6スタジオ | 市川量也          | 高吉哲歩                      | アニメーション制作協力:作楽クリエイト |
| 2023年 | 範馬刃牙（第2期）                                                            | トムス・エンタテインメント             | 平野俊貴          | 三浦陽児                      |                                       |
| 2025年 | LUPIN THE IIIRD 銭形と2人のルパン                                            | テレコム・アニメーションフィルム       | 小池健            | N/A                           | 製作・著作                            |

## 実写作品
- 純愛山河 愛と誠（1974年）
- 俺の空（1977年）
- Disney’s Magic in the Magic Kingdom（1988年）※バラエティ番組

## パイロットフィルム・未放映作品
- 電人アロー（1965年）
  - 一峰大二の同名漫画のアニメ化。モノクロ作品。スポンサー降板のためパイロット版のみの制作に終わった。2014年8月3日にアニマックスの特番「TMSアニメ50年のDNA」内で放映。
- 人気マンガの傾向について 巨人の星（1967年）
  - 1967年当時の漫画の人気傾向のデータ、原作漫画の原画を使用したあらすじ紹介、飛雄馬の投球を描いたアニメーションで構成されている。モノクロ作品。2013年6月5日発売の「巨人の星 Special Blu-ray BOX 1」に初収録された。
- ムーミン（1969年）
  - テレビシリーズとは異なり、比較的原作に近い絵柄となっている。バンダイから発売されたレーザーディスク版第1巻に特典映像として収録。
- ルパン三世（1969年、1971年）
  - シネマスコープ版とテレビ版の2種類が存在。「ルパン三世 シークレットファイル」等に映像が収録されている。
- 天才バカボン アッホーヤッホースキーなのだ（1971年）
  - 登場人物の声がテレビシリーズとは異なる。編集・再アフレコを行った上でテレビシリーズの第16回Bパート「スキーがなくてもヤッホーなのだ」として放送された。DVD「天才バカボン」第4巻およびDVD-BOX「デジタルリマスター版 元祖天才バカボン」下巻に特典映像として収録されている。
- ユキの太陽（1972年）
  - ちばてつやの同名漫画のアニメ化。宮崎駿が演出・絵コンテを担当した。2003年1月24日に「千と千尋の神隠し」がテレビ初放送された際、直前に放送された宣伝番組「放送直前SP！“千と千尋の神隠し”を1000倍楽しむ方法」内で映像の一部が紹介された。2014年発売のDVD・BD-BOX「宮崎駿監督作品集」特典ディスクに映像が初収録された。
- 侍ジャイアンツ（1973年）
  - パイロット版のオープニングは独自のものが制作されており、LD-BOXおよびBD-BOXに特典映像として収録されている。
- ガンバの冒険（1975年）
  - BD-BOXに特典映像として収録されている。
- 宇宙伝説ユリシーズ31（1980年）
  - 実制作はテレコム・アニメーションフィルムが担当。テレビシリーズとはキャラクターデザインが異なっている[7]。
- 名探偵ホームズ（1981年）
  - 実制作はテレコム・アニメーションフィルムが担当。日伊合作作品として企画され、宮崎駿が監督・演出などを務たが、6話を手掛けたところで制作が中断。その後1984年春に2話分が『風の谷のナウシカ』の同時上映作品として劇場公開され、同年秋にはテレビシリーズとして日の目を見た。
- おはよう!スパンク（1981年頃）
  - 登場人物の声がテレビシリーズとは声が異なる。2011年3月9日発売のDVD-BOX下巻に映像が収録されている。
- コブラ（1981年頃[8]）
  - 全編英語で制作されている。劇場版「SPACE ADVENTURE コブラ」のDVDに特典映像として収録。
- ルパン8世（1982年頃）
  - 「ルパン三世」の派生作品として企画され、フランスのサバン・インターナショナル・パリとの合作で6話分が制作されたが著作権の問題で制作中止となった。2012年3月28日発売のDVD・BD「ルパン三世 Master File」に映像が収録されている。
- NEMO（1984年）
  - 3種類のパイロットフィルムが存在。うち2種類はDVD版の映像特典として収録されているが、3種類はBlu-ray版の映像特典として収録されている。
- 魔法騎士レイアース（1994年）
  - テレビシリーズ第1話に相当する内容をダイジェストで描いている。2005年5月27日発売の「魔法騎士レイアース DVDメモリアルBOX」および2014年10月29日発売のBD-BOXの特典DVDに映像が収録されている。
- とっとこハム太郎 アニメでちゅ!（1999年）
  - テレビシリーズ放送開始の1年前に制作された。